# Saturzi
Saturzi (ukrainisch Затурці; russisch Затурцы/Saturzy, polnisch Zaturce) ist ein ukrainisches Dorf in der Oblast Wolyn mit etwa 1900 Einwohnern (2001).

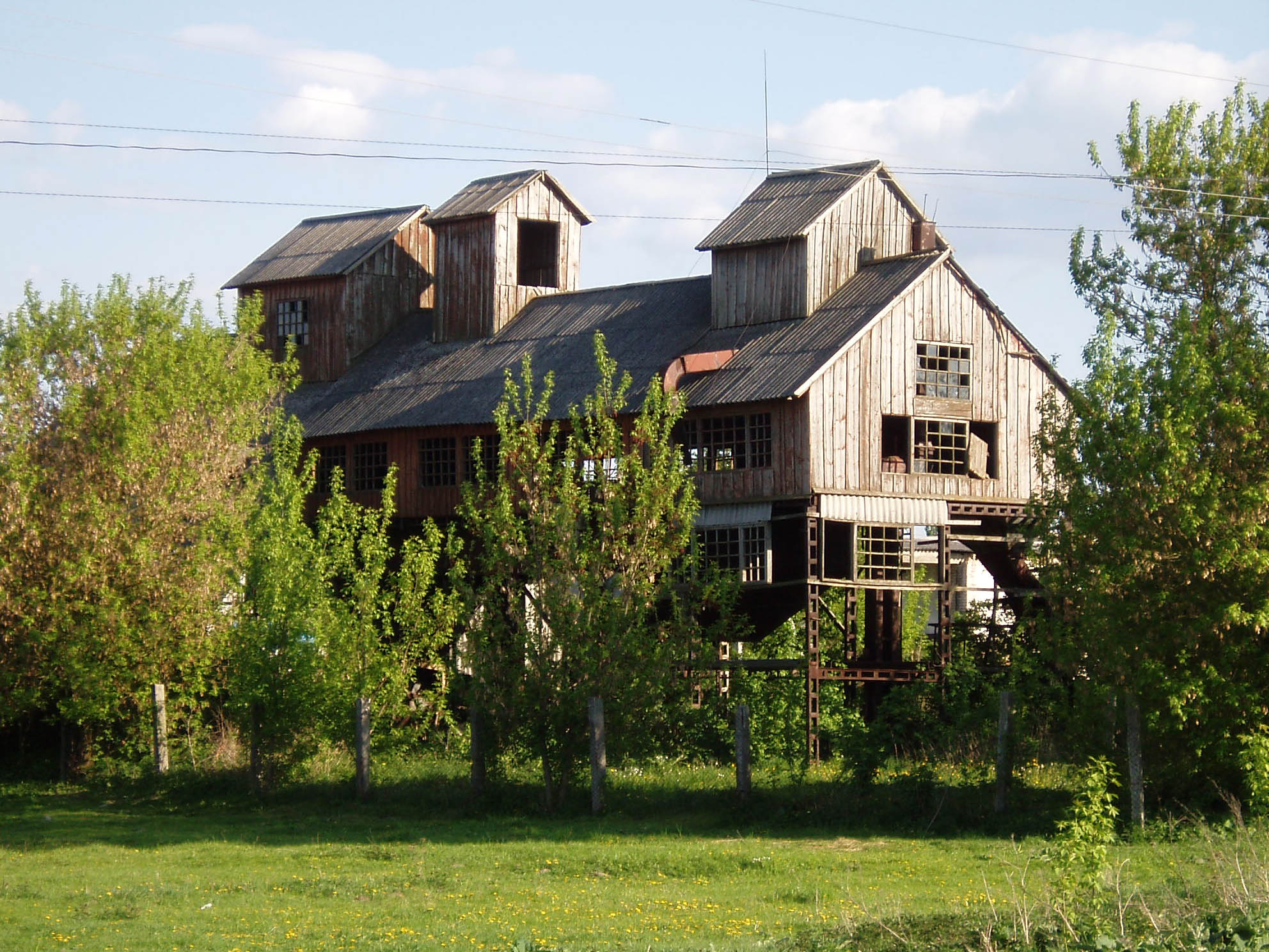
Saturzi

## Geographie
Das Dorf liegt im Rajon Wolodymyr, etwa 15 Kilometer nordöstlich der ehemaligen Rajonhauptstadt Lokatschi und etwa 38 Kilometer westlich der Oblasthauptstadt Luzk gelegen. Der nächste größere Ort ist das etwa 9 km nördlich gelegene Kyssylyn. Bei Saturzi befinden sich die Quellen des Turija.

## Geschichte
Früheste Erwähnungen des Ortes gehen auf das 14. Jahrhundert zurück. Nach der Kirchenunion von Brest wurde die Ansiedlung von katholischen Kirchen und Klöstern gefördert. So wurde im Ort auch 1642 die katholische Trinitatis-Kirche als Klosterkirche gebaut. Die Familie Lipiński (ukrainisch Lypynskyj) waren im Feudalismus der Großgrundbesitzer im Ort, ihr Herrensitz ist bis heute erhalten.
Das damalige Zaturce gehörte bis zur dritten polnischen Teilung zur Adelsrepublik Polen (in der Woiwodschaft Wolhynien) und kam dann zum Russischen Reich, wo es im Gouvernement Wolhynien lag. 1893 wurde dann das Kloster säkularisiert. Im Ersten Weltkrieg lag der Ort unmittelbar an der österreichisch-russischen Front; von Juni 1916 bis zum Kriegsende lief die Front mitten durch den Ort. Vor allem durch die Brussilow-Offensive wechselte der Ort mehrfach den Besitzer und es kam zu erheblichen Zerstörungen.
1918/1921 fiel es an Polen und kam zur Woiwodschaft Wolhynien in den Powiat Horochów, Gmina Kisielin. Infolge des Hitler-Stalin-Pakts besetzte die Sowjetunion das Gebiet. Nach dem deutschen Überfall auf die Sowjetunion im Juni 1941 war der Ort bis 1944 unter deutscher Herrschaft (im Reichskommissariat Ukraine), kam dann nach dem Zweiten Weltkrieg wieder zur Sowjetunion und wurde in die Ukrainische SSR eingegliedert. Seit 1991 ist Saturzi ein Teil der heutigen Ukraine.
Zwischen 1946 und dem 30. September 1957 war der Ort das Zentrum des gleichnamigen Rajons Saturzi, danach ging dessen Gebiet im Rajon Lokatschi auf. Der Rajon bestand schon seit 1940 mit dem Rajonszentrum Kyssylyn, welches bereits 1940 nach Osjutytschi verlegt wurde.

## Verwaltungsgliederung
Am 28. September 2017 wurde das Dorf zum Zentrum der neugegründeten Landgemeinde Saturzi (Затурцівська сільська громада Saturziwska silska hromada). Zu dieser zählten auch die 12 in der untenstehenden Tabelle aufgelistetenen Dörfer, bis dahin bildete das Dorf zusammen mit den Dörfern Juniwka, Kwassowyzja, Malyj Okorsk, Welykyj Okorsk und Wilka-Sadiwska die gleichnamige Landratsgemeinde Saturzi (Затурцівська сільська рада/Saturziwska silska rada) im Osten des Rajons Lokatschi.
Am 21. September 2018 kamen noch die Dörfer Cholopytschi, Kyssylyn, Mankiw, Mowtschaniw, Schurawez und Twerdyni zum Gemeindegebiet, am 12. Juni 2020 noch die Dörfer Hubyn, Mychajliwka, Osjutytschi, Pawlowytschi, Sapust, Tumyn und Wijnyzja.
Am 17. Juli 2020 wurde der Ort Teil des Rajons Wolodymyr.
Folgende Orte sind neben dem Hauptort Saturzi Teil der Gemeinde:
| Name                     | Name             | Name                                | Name           | Name |
| ukrainisch transkribiert | ukrainisch       | russisch                            | polnisch       |      |
| ------------------------ | ---------------- | ----------------------------------- | -------------- | ---- |
| Cholopytschi             | Холопичі         | Холопичи (Cholopitschi)             | Chołopecze     |      |
| Hranatiw                 | Гранатів         | Гранатов (Granatow)                 | Granatów       |      |
| Hubyn                    | Губин            | Губин (Gubin)                       | Hubin          |      |
| Juniwka                  | Юнівка           | Юновка (Junowka)                    | Serniczki      |      |
| Kwassowyzja              | Квасовиця        | Квасовица (Kwassowiza)              | Kwasowica      |      |
| Kyssylyn                 | Кисилин          | Кисилин (Kissilin)                  | Kisielin       |      |
| Malyj Okorsk             | Малий Окорськ    | Малый Окорск (Maly Okorsk)          | Okorsk Mały    |      |
| Mankiw                   | Маньків          | Маньков (Mankow)                    | Mańków         |      |
| Mowtschaniw              | Мовчанів         | Молчанов (Moltschanow)              | Mołczanów      |      |
| Mychajliwka              | Михайлівка       | Михайловка (Michailowka)            | Michałówka     |      |
| Osjutytschi              | Озютичі          | Озютичи (Osjutitschi)               | Oździutycze    |      |
| Pawlowytschi             | Павловичі        | Павловичи (Pawlowitschi)            | Pawłowicze     |      |
| Sadiwski Dubyny          | Садівські Дубини | Садовские Дубины (Sadowskie Dubiny) | -              |      |
| Sapust                   | Запуст           | Запуст                              | Zapust         |      |
| Schelwiw                 | Шельвів          | Шельвов (Schelwow)                  | Szelwów        |      |
| Schurawez                | Журавець         | Журавец                             | Żurawiec       |      |
| Semerynske               | Семеринське      | Семеринское (Semerinskoje)          | Semerynki      |      |
| Sirnytschky              | Сірнички         | Сирнычки (Sirnytschki)              | Serniczki      |      |
| Subylne                  | Зубильне         | Зубильное (Subilnoje)               | Zubilno        |      |
| Tumyn                    | Тумин            | Тумин (Tumin)                       | Tumin          |      |
| Twerdyni                 | Твердині         | Твердыни                            | Twerdyń        |      |
| Welykyj Okorsk           | Великий Окорськ  | Великий Окорск (Weliki Okorsk)      | Okorsk Wielki  |      |
| Wilka-Sadiwska           | Вілька-Садівська | Вилька-Садовская (Wilka-Sadowska)   | Wólka Sadowska |      |
| Wojnyn                   | Войнин           | Войнин (Woinin)                     | Wojnin         |      |
| Wijnyzja                 | Війниця          | Войница (Woiniza)                   | Wojnica        |      |

## Persönlichkeiten
- Wjatscheslaw Lypynskyj (В'ячеслав Казимирович Липинський; 1882–1931), ukrainischer Politiker, Historiker, Soziologe, Essayist, kam am 5. April 1882 in Saturzi zur Welt.